# Seznam dílů seriálu Papírový dům
Toto je seznam dílů seriálu Papírový dům.

## Přehled řad
| Řada | Díly | Premiéra ve Španělsku | Premiéra ve Španělsku |
| Řada | Díly | První díl             | Poslední díl          |
| ---- | ---- | --------------------- | --------------------- |
| 1    | 9    | 2. května 2017        | 27. června 2017       |
| 2    | 6    | 16. října 2017        | 23. listopadu 2017    |

| Řada     | Díly     | Premiéra na Netflixu | Premiéra na Netflixu |
| -------- | -------- | -------------------- | -------------------- |
| 1        | 13       | 20. prosince 2017    | 20. prosince 2017    |
| 2        | 9        | 6. dubna 2018        | 6. dubna 2018        |
| 3        | 8        | 19. července 2019    | 19. července 2019    |
| 4        | 8        | 3. dubna 2020        | 3. dubna 2020        |
| dokument | dokument | 3. dubna 2020        | 3. dubna 2020        |
| 5        | 10       | 3. září 2021         | 3. prosince 2021     |

## Verze Antena 3

### První řada (2017)
| Č. v seriálu | Č. v řadě | Původní název                                                | Režie              | Scénář | Premiéra ve Španělsku |
| ------------ | --------- | ------------------------------------------------------------ | ------------------ | --- | --------------------- |
| 1            | 1         | Efectuar lo acordado Do as Planned                           | Jesús Colmenar     | Álex Pina a Esther Martínez Lobato                                                                           | 2. května 2017        |
| 2            | 2         | Imprudencias letales Lethal Negligence                       | Miguel Ángel Vivas | Álex Pina, Esther Martínez Lobato, Javier Gómez Santander, Pablo Roa, Fernando Sancristóbal a David Barrocal | 9. května 2017        |
| 3            | 3         | Errar al disparar Misfire                                    | Álex Rodrigo       | Álex Pina, Esther Martínez Lobato a David Barrocal                                                           | 16. května 2017       |
| 4            | 4         | Caballo de Troya Trojan Horse                                | Alejandro Bazzano  | Álex Pina, Esther Martínez Lobato, Javier Gómez Santander, Pablo Roa, Fernando Sancristóbal a David Barrocal | 23. května 2017       |
| 5            | 5         | El día de la marmota Groundhog Day                           | Jesús Colmenar     | Álex Pina, Esther Martínez Lobato, Javier Gómez Santander, Pablo Roa, Fernando Sancristóbal a David Barrocal | 30. května 2017       |
| 6            | 6         | La cálida Guerra Fría The Hot Cold War                       | Miguel Ángel Vivas | Álex Pina, Esther Martínez Lobato, Javier Gómez Santander a Fernando Sancristóbal                            | 6. června 2017        |
| 7            | 7         | Refrigerada inestabilidad Cool Instability                   | Álex Rodrigo       | Álex Pina, Esther Martínez Lobato, Pablo Roa a Esther Morales                                                | 13. června 2017       |
| 8            | 8         | Tú lo has buscado You Asked for It                           | Alejandro Bazzano  | Álex Pina, Esther Martínez Lobato, Javier Gómez Santander, Pablo Roa a Fernando Sancristóbal                 | 20. června 2017       |
| 9            | 9         | El que la sigue la consigue Whoever Keeps Trying It, Gets It | Jesús Colmenar     | Álex Pina, Esther Martínez Lobato, Javier Gómez Santander, Pablo Roa, Fernando Sancristóbal a Esther Morales | 27. června 2017       |

### Druhá řada (2017)
| Č. v seriálu | Č. v řadě | Původní název                               | Režie                         | Scénář | Premiéra ve Španělsku |
| ------------ | --------- | ------------------------------------------- | ----------------------------- | --- | --------------------- |
| 10           | 1         | Se acabaron las máscaras Masked No Longer   | Álex Rodrigo                  | Álex Pina, Esther Martínez Lobato, Javier Gómez Santander, Pablo Roa, Fernando Sancristóbal a Esther Morales                 | 16. října 2017        |
| 11           | 2         | La cabeza del plan The Head of the Plan     | Alejandro Bazzano             | Álex Pina, Esther Martínez Lobato, Javier Gómez Santander, Pablo Roa, Fernando Sancristóbal, Esther Morales a David Barrocal | 23. října 2017        |
| 12           | 3         | Cuestión de eficacia A Matter of Efficiency | Javier Quintas                | Álex Pina, Esther Martínez Lobato, Javier Gómez Santander, Pablo Roa, Fernando Sancristóbal, Esther Morales a David Barrocal | 2. listopadu 2017     |
| 13           | 4         | ¿Qué hemos hecho? What Have We Done?        | Jesús Colmenar a Alex Rodrigo | Álex Pina, Esther Martínez Lobato, Javier Gómez Santander, Pablo Roa, Fernando Sancristóbal a David Barrocal                 | 9. listopadu 2017     |
| 14           | 5         | A contrarreloj Against the Clock            | Alejandro Bazzano             | Álex Pina, Esther Martínez Lobato, Javier Gómez Santander, Pablo Roa, Fernando Sancristóbal a David Barrocal                 | 16. listopadu 2017    |
| 15           | 6         | Bella ciao Bye Beautiful                    | Jesús Colmenar a Alex Rodrigo | Álex Pina, Esther Martínez Lobato, Javier Gómez Santander, Pablo Roa, Fernando Sancristóbal, Esther Morales a David Barrocal | 23. listopadu 2017    |

## Verze Netflix

### První řada (2017)
| Č. v seriálu | Č. v řadě | Původní název | Český název | Režie              | Scénář | Premiéra na Netflixu |
| ------------ | --------- | ------------- | ----------- | ------------------ | --- | -------------------- |
| 1            | 1         | Episode 1     | 1. díl      | Jesús Colmenar     | Álex Pina a Esther Martínez Lobato                                                                          | 20. prosince 2017    |
| 2            | 2         | Episode 2     | 2. díl      | Jesús Colmenar     | Álex Pina a Esther Martínez Lobato                                                                          | 20. prosince 2017    |
| 3            | 3         | Episode 3     | 3. díl      | Miguel Ángel Vivas | Álex Pina, Esther Martínez Lobato, Javier Gómez Santande, Pablo Roa, Fernando Sancristóbal a David Barrocal | 20. prosince 2017    |
| 4            | 4         | Episode 4     | 4. díl      | Miguel Ángel Vivas | Álex Pina, Esther Martínez Lobato, Javier Gómez Santande, Pablo Roa, Fernando Sancristóbal a David Barrocal | 20. prosince 2017    |
| 5            | 5         | Episode 5     | 5. díl      | Álex Rodrigo       | Álex Pina, Esther Martínez Lobato a David Barrocal                                                          | 20. prosince 2017    |
| 6            | 6         | Episode 6     | 6. díl      | Álex Rodrigo       | Álex Pina, Esther Martínez Lobato a David Barrocal                                                          | 20. prosince 2017    |
| 7            | 7         | Episode 7     | 7. díl      | Alejandro Bazzano  | Álex Pina, Esther Martínez Lobato, Javier Gómez Santande, Pablo Roa, Fernando Sancristóbal a David Barrocal | 20. prosince 2017    |
| 8            | 8         | Episode 8     | 8. díl      | Alejandro Bazzano  | Álex Pina, Esther Martínez Lobato, Javier Gómez Santande, Pablo Roa, Fernando Sancristóbal a David Barrocal | 20. prosince 2017    |
| 9            | 9         | Episode 9     | 9. díl      | Jesús Colmenar     | Álex Pina, Esther Martínez Lobato, Javier Gómez Santande, Pablo Roa, Fernando Sancristóbal a David Barrocal | 20. prosince 2017    |
| 10           | 10        | Episode 10    | 10. díl     | Jesús Colmenar     | Álex Pina, Esther Martínez Lobato, Javier Gómez Santande, Pablo Roa, Fernando Sancristóbal a David Barrocal | 20. prosince 2017    |
| 11           | 11        | Episode 11    | 11. díl     | Miguel Ángel Vivas | Álex Pina, Esther Martínez Lobato, Javier Gómez Santande, Pablo Roa a Fernando Sancristóbal                 | 20. prosince 2017    |
| 12           | 12        | Episode 12    | 12. díl     | Miguel Ángel Vivas | Álex Pina, Esther Martínez Lobato, Javier Gómez Santande, Pablo Roa a Fernando Sancristóbal                 | 20. prosince 2017    |
| 13           | 13        | Episode 13    | 13. díl     | Álex Rodrigo       | Álex Pina, Esther Martínez Lobato, Javier Gómez Santande, Pablo Roa, Fernando Sancristóbal a Esther Morales | 20. prosince 2017    |

### Druhá řada (2018)
| Č. v seriálu | Č. v řadě | Původní název | Český název | Režie                                            | Scénář | Premiéra na Netflixu |
| ------------ | --------- | ------------- | ----------- | ------------------------------------------------ | --- | -------------------- |
| 14           | 1         | Episode 1     | 1. díl      | Álex Rodrigo                                     | Álex Pina, Esther Martínez Lobato, Javier Gómez Santander, Pablo Roa, Fernando Sancristóbal a Esther Morales                 | 6. dubna 2018        |
| 15           | 2         | Episode 2     | 2. díl      | Álex Rodrigo a Alejandro Bazzano                 | Álex Pina, Esther Martínez Lobato, Javier Gómez Santander, Pablo Roa, Fernando Sancristóbal a Esther Morales                 | 6. dubna 2018        |
| 16           | 3         | Episode 3     | 3. díl      | Alejandro Bazzano                                | Álex Pina, Esther Martínez Lobato, Javier Gómez Santander, Pablo Roa, Fernando Sancristóbal a Esther Morales                 | 6. dubna 2018        |
| 17           | 4         | Episode 4     | 4. díl      | Javier Quintas                                   | Álex Pina, Esther Martínez Lobato, Javier Gómez Santander, Pablo Roa, Fernando Sancristóbal, Esther Morales a David Barrocal | 6. dubna 2018        |
| 18           | 5         | Episode 5     | 5. díl      | Javier Quintas, Álex Rodrigo a Jesús Colmenar    | Álex Pina, Esther Martínez Lobato, Javier Gómez Santander, Pablo Roa, Fernando Sancristóbal, Esther Morales a David Barrocal | 6. dubna 2018        |
| 19           | 6         | Episode 6     | 6. díl      | Álex Rodrigo a Jesús Colmenar                    | Álex Pina, Esther Martínez Lobato, Javier Gómez Santander, Pablo Roa, Fernando Sancristóbal, Esther Morales a David Barrocal | 6. dubna 2018        |
| 20           | 7         | Episode 7     | 7. díl      | Alejandro Bazzano                                | Álex Pina, Esther Martínez Lobato, Javier Gómez Santander, Pablo Roa, Fernando Sancristóbal, Esther Morales a David Barrocal | 6. dubna 2018        |
| 21           | 8         | Episode 8     | 8. díl      | Jesús Colmenar, Álex Rodrigo a Alejandro Bazzano | Álex Pina, Esther Martínez Lobato, Javier Gómez Santander, Pablo Roa, Fernando Sancristóbal, Esther Morales a David Barrocal | 6. dubna 2018        |
| 22           | 9         | Episode 9     | 9. díl      | Álex Rodrigo a Alejandro Bazzano                 | Álex Pina, Esther Martínez Lobato, Javier Gómez Santander, Pablo Roa, Fernando Sancristóbal, Esther Morales a David Barrocal | 6. dubna 2018        |

### Třetí řada (2019)
| Č. v seriálu | Č. v řadě | Původní název                                               | Český název             | Režie          | Scénář | Premiéra na Netflixu |
| ------------ | --------- | ----------------------------------------------------------- | ----------------------- | -------------- | --- | -------------------- |
| 23           | 1         | Hemos vuelto We're Back                                     | Jsme tady zas!          | Jesús Colmenar | Álex Pina a Javier Gómez Santander                                                                          | 19. července 2019    |
| 24           | 2         | Aikido                                                      | Aikido                  | Jesús Colmenar | Álex Pina, Javier Gómez Santander, Juan Salvador López, Luis Moya, Alberto Úcar a David Barrocal            | 19. července 2019    |
| 25           | 3         | 48 metros bajo el suelo 48 Meters Underground               | 48 metrů pod zemí       | Jesús Colmenar | Álex Pina, Javier Gómez Santander, Juan Salvador López a Luis Moya                                          | 19. července 2019    |
| 26           | 4         | La hora del delfín It's Dolphin Time                        | Delfínova chvíle        | Koldo Serra    | Javier Gómez Santander, Álex Pina, Juan Salvador López, Luis Moya a Esther Martínez Lobato                  | 19. července 2019    |
| 27           | 5         | Bum, bum, ciao Boom, Boom, Ciao                             | Třesk, plesk, čau       | Koldo Serra    | Javier Gómez Santander, Álex Pina, Juan Salvador López a Luis Moya                                          | 19. července 2019    |
| 28           | 6         | Todo pareció insignificante Everything Seemed Insignificant | Nepodstatné záležitosti | Álex Rodrigo   | Javier Gómez Santander, Álex Pina, Juan Salvador López, Luis Moya a Ana Boyero                              | 19. července 2019    |
| 29           | 7         | Pequeñas vacaciones A Quick Vacation                        | Rychlé uvolnění         | Álex Rodrigo   | Javier Gómez Santander, Álex Pina, Almudena Ramírez-Pantanella, Ana Boyero, Juan Salvador López a Luis Moya | 19. července 2019    |
| 30           | 8         | La deriva Astray                                            | Na nic                  | Jesús Colmenar | Javier Gómez Santander, Álex Pina, Almudena Ramírez-Pantanella, Emilio Díez a Luis Moya                     | 19. července 2019    |

### Čtvrtá řada (2020)
| Č. v seriálu | Č. v řadě | Původní název                      | Český název       | Režie                      | Scénář                                                   | Premiéra na Netflixu |
| ------------ | --------- | ---------------------------------- | ----------------- | -------------------------- | -------------------------------------------------------- | -------------------- |
| 31           | 1         | Game Over                          | Game Over         | Koldo Serra                | Esther Morales, Ana Boyero a Jaun Salvador López         | 3. dubna 2020        |
| 32           | 2         | La boda de Berlín Berlin's Wedding | Berlínova svatba  | Javier Quintas             | Ana Boyero, Jaun Salvador López, Emilio Díez a Luis Moya | 3. dubna 2020        |
| 33           | 3         | Lección de anatomía Anatomy Lesson | Lekce z anatomie  | Álex Rodrigo               | Ana Boyero a Jaun Salvador López                         | 3. dubna 2020        |
| 34           | 4         | Suspiros de España Pasodoble       | Paso doble        | Jesús Colmenar             | Emilio Díez a Luis Moya                                  | 3. dubna 2020        |
| 35           | 5         | 5 minutos antes 5 Minutes Earlier  | Pět minut předtím | Koldo Serra a Álex Rodrigo | Ana Boyero, Jaun Salvador López, Emilio Díez a Luis Moya | 3. dubna 2020        |
| 36           | 6         | KO técnico TKO                     | Technické KO      | Javier Quintas             | Esther Martínez Lobato, Emilio Díez a Luis Moya          | 3. dubna 2020        |
| 37           | 7         | Tumbar la carpa Strike the Tent    | Útok na stan      | Koldo Serra                | Emilio Díez, Luis Moya, Ana Boyero a Jaun Salvador López | 3. dubna 2020        |
| 38           | 8         | Plan París The Paris Plan          | Plán Paříž        | Jesús Colmenar             | Ana Boyero, Emilio Díez, Luis Moya a Jaun Salvador López | 3. dubna 2020        |

### Dokumentární film (2020)
| Původní název                                             | Český název           | Režie                         | Scénář                                   | Premiéra na Netflixu |
| --------------------------------------------------------- | --------------------- | ----------------------------- | ---------------------------------------- | -------------------- |
| La casa de papel: El fenómeno Money Heist: The Phenomenon | Papírový dům: Fenomén | Luis Alfaro a Pablo Lejarreta | Javier Gómez Santander a Pablo Lejarreta | 3. dubna 2020        |

### Pátá řada (2021)
| Č. v seriálu | Č. v řadě | Původní název                                                | Český název                   | Režie                         | Scénář | Premiéra na Netflixu |
| ------------ | --------- | ------------------------------------------------------------ | ----------------------------- | ----------------------------- | --- | -------------------- |
| 39           | 1         | El final del camino The End of the Road                      | Konec cesty                   | Jesús Colmenar a Koldo Serra  | Javier Gómez Santander, Álex Pina a Juan Salvador López                                                                 | 3. září 2021         |
| 40           | 2         | ¿Crees en la reencarnación? Do You Believe in Reincarnation? | Věříš v reinkarnaci?          | Jesús Colmenar                | Javier Gómez Santander, Álex Pina a Juan Salvador López                                                                 | 3. září 2021         |
| 41           | 3         | El espectáculo de la vida The Spectacle of Life              | Vítejte na představení života | Koldo Serra                   | Javier Gómez Santander, Álex Pina, Juanjo Ramírez Mascaró a Juan Salvador López                                         | 3. září 2021         |
| 42           | 4         | Tu sitio en el cielo Your Place in Heaven                    | Místo v nebi                  | Alex Rodrigo a Jesús Colmenar | Javier Gómez Santander, Álex Pina, Juanjo Ramírez Mascaró a Juan Salvador López                                         | 3. září 2021         |
| 43           | 5         | Vivir muchas vidas Live Many Lives                           | Spousta životů                | Jesús Colmenar a Koldo Serra  | Javier Gómez Santander, Álex Pina, Juanjo Ramírez Mascaró, Juan Salvador López, David Barrocal a Esther Martínez Lobato | 3. září 2021         |
| 44           | 6         | Válvulas de escape Escape Valve                              | Tlak stoupá                   | Koldo Serra a Alex Rodrigo    | Javier Gómez Santander, Álex Pina, Juanjo Ramírez Mascaró, Juan Salvador López, David Barrocal a Esther Martínez Lobato | 3. prosince 2021     |
| 45           | 7         | Ciencia ilusionada Wishful Thinking                          | Zbožné přání                  | Albert Pintó                  | Javier Gómez Santander, Álex Pina, Juanjo Ramírez Mascaró, Juan Salvador López, David Barrocal a Esther Martínez Lobato | 3. prosince 2021     |
| 46           | 8         | La teoría de la elegancia The Theory of Elegance             | Teorie elegance               | Alex Rodrigo                  | Javier Gómez Santander, Álex Pina, David Barrocal a Esther Martínez Lobato                                              | 3. prosince 2021     |
| 47           | 9         | Lo que se habla en la cama Pillow Talk                       | Důvěrný rozhovor              | Koldo Serra                   | Javier Gómez Santander, Álex Pina, Juan Salvador López a David Barrocal                                                 | 3. prosince 2021     |
| 48           | 10        | Una tradición familiar A Family Tradition                    | Rodinná tradice               | Jesús Colmenar                | Javier Gómez Santander, Álex Pina, David Barrocal a Esther Martínez Lobato                                              | 3. prosince 2021     |